# Кровавый ручей
«Кровавый ручей» (англ. Blood Creek) — американский фильм ужасов 2009 года, Джоэла Шумахера. 
Сценарий фильма написал Дэйв Кайганич. Главные роли в фильме исполняют Доминик Пёрселл и Генри Кавилл, которые играют решивших отомстить братьев, которых поймали для использования в мучительном оккультном эксперименте, относящемся к Третьему рейху. 

## Сюжет
В начале 40-х годов XX века в ближайшем окружении Гитлера было создано общество, целью которого было изучение оккультных наук. Разосланные Гитлером агенты искали древние артефакты, которые могли указать путь к бессмертию. Одними из таких артефактов были так называемые рунные камни. Они были найдены… 
В 1936 году немецкий профессор Рихард Вирт приезжает к семье Фёллнеров, немецких эмигрантов живущих в Западной Вирджинии. Фёллнеры считают его приезжим ученым, но Вирт оказывается нацистским оккультистом, который ищет рунный камень викингов, спрятанный на их территории. Когда Вирт раскрывает, что хочет использовать его для злых целей, его прерывает семья, которая заманивает его в ловушку в своем подвале и накладывают печать через ритуал, который требует частых человеческих жертвоприношений. 
Связанные с Виртом, семья выживает на протяжении десятилетий, действуя как захватчики и слуги Вирта, которого они держат ослабленным.
В 2007 году 25-летний Эван Маршалл удивляется, когда его старший брат Виктор внезапно появляется после того, как исчез во время кемпинга в сельской местности Западной Вирджинии. Виктор объясняет, что он убежал от своих похитителей и они вернутся ради мести. 
Братья направляются на ферму и противостоят Фёллнерам. Они в свою очередь предупреждают братьев о Вирте. Но они их не слушают, Вирт выходит из подвала и начинает ужас. Вирт объясняет, что Виктор смог сбежать потому, что он знал, что Виктор вернется на ферму ради мести и в конечном итоге освободит его от Фёллнеров, поэтому он отпустил Виктора нарочно. 
Братьям удается обезглавить Вирта, но в результате Фёллнеры быстро стареют и умирают. Прежде чем Лиз умирает, она говорит Эвану, что лидер СС Генрих Гиммлер отправил еще восемь нацистских агентов на различные фермы. 
Эван находит карту, которая была под фермой, и обнаруживает, что другие, такие как Вирт, находятся на других фермах. Пока Виктор возвращается домой к семье, Эван отправляется на другие фермы, чтобы остановить нацистов.

## В ролях
| Актёр             | Роль               |
| ----------------- | ------------------ |
| Доминик Пёрселл   | Виктор Алан Маршал |
| Генри Кавилл      | Эван Маршалл       |
| Майкл Фассбендер  | Ричард Вирт        |
| Рэйнер Уинкелфосс | Отто Фёллнер       |
| Эмма Бут          | Лиз Фёллнер        |
| Ши Уигам          | Люк                |
| Линн Коллинз      | Барб               |
| Ласло Матраи      | Люк                |

Рабочим названием фильма было «Таун-Крик» (англ. Town Creek).